# Союзсельхозхимия
Всесоюзное производственно-научное объединение по агрохимическому обслуживанию сельского хозяйства (ВПНО «Союзсельхозхимия») - советская организация (система), обеспечивавшая агрохимическое обслуживание сельскохозяйственного производства. Отвечала за научно обоснованное использование минеральных и органических удобрений, химических и биологических средств защиты растений, мелиорантов почв, кормовых добавок, ростовых веществ и других средств химизации сельского хозяйства во всех колхозах, совхозах и других государственных сельскохозяйственных предприятиях.

## История
ВПНО «Союзсельхозхимия» было создано в системе Министерства сельского хозяйства СССР Постановлением ЦК КПСС, Совмина СССР от 09.08.1979 г. № 765 «О создании единой специализированной агрохимической службы в стране» на базе Главного управления химизации сельского хозяйства, Главного управления защиты растений (кроме государственной инспекции по карантину растений) Министерства сельского хозяйства СССР, Главного управления по снабжению химической продукцией, Главного управления производственного обслуживания колхозов и совхозов Госкомсельхозтехники СССР и других подразделений Министерства сельского хозяйства СССР и Госкомсельхозтехники СССР, занимающихся вопросами химизации сельскохозяйственного производства. Однако за Госкомсельхозтехникой осталось полное производственное обслуживание колхозов в горных районах и поставки химикатов неаграрного назначения (краски, горюче-смазочные материалы и т.п.).
Создание "Союзсельхозхимии" было связано с принятым курсом на интенсификацию сельскохозяйственного производства, одной из мер по обеспечению которой была химизация. Однако действующая с 1964 г. агрохимическая служба не имела возможностей влиять на качество работ, ограничиваясь лишь контролем и дачей рекомендаций. Создание "Союзсельхозхимии" означало объединение в одной структуре агрохимической службы, системы снабжения химикатами и производственных структур по непосредственному применению химических средств как повышения плодородия, так и защиты растений (ранее - сугубо самостоятельная система). В РСФСР и Украинской ССР "Союзсельхозхимия" отвечала также за проведение культуртехнических работ на землях, не требующих осушения, работ по улучшению лугов и пастбищ, строительству водозадерживающих валов, а также прудов и водоемов, по плантажу и планировке земель, уборке камней.
Кроме госбюджетных заданий, предполагалась договорная (хозрасчетная) основа работы. Хозяйства могли как полностью передать "Сельхозхимии" обслуживание своих полей, так и вносить удобрения, мелиоранты, пестициды и т.п. своими силами, лишь закупая через "Сельхозхимию" нужные вещества и проходя проводимые в её систему надзорными органами (агрохимслужбой, фитосанитарной) обязательные проверки и обследования.  
В 1981 г. ПО «Томсксельхозхимия» разработало методику комплексного агрохимического окультуривания полей (КАХОП), позволившую непрерывно наращивать фонд высокоплодородных земель и гарантировать получение заранее планируемых высоких приростов урожайности без применения дополнительного количества удобрений. Данный метод получил всесоюзное распространение и используется до сих пор.
С 1986 г. сотрудники предприятий и организаций ВПНО «Союзсельхозхимия» принимали активное участие в ликвидации последствий аварии на Чернобыльской АЭС: проводили радиологическое обследование сельхозугодий на загрязнённой территории, применяли реабилитационные меры на загрязнённых почвах для их очистки, участвовали в разработке и внедрении системы специальных агромелиоративных мероприятий, позволивших значительно снизить содержание радионуклидов в сельхозпродукции.
В ведении:
- Минсельхоза СССР (1979—1985)
- Госагропрома СССР (1985—1989)
- Государственной агрохимической ассоциации СССР (1989—1991)[5]

В 1991 г. из системы "Сельхозхимии" на территории России ("Россельхозхимии") выводятся проектно-изыскательские станции химизации и станции защиты растений (т.е. агрохимическая служба и служба защиты растений). Производственные структуры постепенно были приватизированы.   

## Руководство
Руководство объединением осуществлял Председатель (по должности одновременно - заместитель министра сельского хозяйства СССР).
- 1979—1983 — Никонов Виктор Петрович
- 1983—1985 — Татарчук Николай Фёдорович
- 1985—1990 — Гуленко Алексей Тимофеевич
- 1990—1991 — Попов Пётр Дмитриевич[7]

Аппарат "Союзсельхозхимии" делился на функциональные Управления (агрохимической службы, защиты растений, снабжения химической продукцией, производственного обслуживания). Аналогичное деление существовало на республиканском уровне.

## Республиканские объединения (РПНО)[8]
«Азерсельхозхимия», «Армсельхозхимия», «Белсельхозхимия», «Грузсельхозхимия», «Казсельхозхимия», «Киргизсельхозхимия», «Латсельхозхимия», «Литсельхозхимия», «Молдсельхозхимия», «Россельхозхимия», «Узсельхозхимия», «Укрсельхозхимия», «Таджиксельхозхимия», «Туркменсельхозхимия», «Эстсельхозхимия».
Делились на областные, районные (межрайонные) "Сельхозхимии". В 1986-1989 гг.  районные "Сельхозхимии" РСФСР, Казахской и Эстонской ССР были переименованы в «Агропромхимии». В 1988 г. ВПНО «Россельхозхимия» разделилось на два кооперативно-государственных объединения (КГО). Также "Россельхозхимия" воссоздавалась в конце 2000 г. как открытое акционерное общество . 

## Организации в составе объединения[8]
- Всесоюзный научно-исследовательский и проектный институт по технологии и экономике хранения, транспортировке и механизации внесения в почву минеральных удобрений (ВНИПИагрохим)
- Центральный научно-исследовательский институт агрохимического обслуживания сельского хозяйства (ЦИНАО)
- Всесоюзный научно-исследовательский, конструкторский и проектно-технологический институт органических удобрений и торфа (ВНИПТИОУ)
- Центральная экспериментальная конструкторско-технологическая лаборатория применения жидкого аммиака (ЦЭЛАЖ), позднее - Научно-исследовательский и проектно-технологический институт жидких удобрений (НИПТИЖ)
- Научно-производственное объединение «Агроприбор» (НПО «Агроприбор»)
- Центральная экспериментально-исследовательская, конструкторско-технологическая лаборатория химизации сельского хозяйства (ЦЭЛХИМ)
- Центральная научно-исследовательская лаборатория прогнозов вредителей и болезней растений (ЦНИЛП, с 1982 г. в составе ЦИНАО)